# Zhongnan University of Economics and Law
Die Zhongnan University of Economics and Law (chinesisch 中南财经政法大学, zu deutsch auch Universität für Wirtschaft und Recht Zentral- und Südchinas) ist eine Universität in Wuhan, China. Sie wurde 1948 als Zhongyuan University (中原大学 ‚University of Central China‘) gegründet. Ihre Finanz-Fakultät wurde später mit den entsprechenden Fakultäten der Wuhan-Universität, der Sun-Yat-sen-Universität etc., zusammengelegt um zum Central South Institute of Finance zu werden. Später wurde diese umbenannt in Zhongnan University of Finance and Economics (中南财经大学). Die juristische Fakultät fusionierte mit anderen Universitäten zum Central South Institute of Law (中南政法学院).
Beide Universitäten wurden danach vereinigt und während der Kulturrevolution wieder getrennt, bis sie sich schließlich erneut zur Zhongnan University of Economics and Law zusammenschlossen.
Das MBA-Programm wurde von der Association of MBAs akkreditiert.